# Jalovec viržinský
Jalovec viržinský (Juniperus virginiana) je jehličnatá dřevina z čeledi cypřišovité. Je to vysoký strom s drobně šupinovitým olistěním a tmavě modrými, na povrchu ojíněnými plody. Vyskytuje se na rozsáhlém území ve východních oblastech Severní Ameriky. Je pěstován v četných kultivarech jako okrasná dřevina.

## Popis
Jalovec viržinský je dvoudomý strom, dorůstající výšky až 30 metrů. Kmen bývá jednoduchý, koruna je úzce sloupcovitá, kuželovitá, kulovitá nebo zploštělá. Některé zahradní kultivary mají keřovitý růst. Starší borka je červenohnědá a odlupuje se v úzkých podélných pruzích. Větve jsou vystoupavé nebo převisavé. Letorosty jsou tenké, čtyřhranné a většinou vzpřímené. Kůra tenkých větévek je hladká. Jehličí je zelené, v zimě někdy přecházející do rezavě hnědé. Jehlice jsou na okraji celokrajné, bez zubů. Juvenilní jehlice jsou jehlicovité, vstřícné, 3 až 6 mm dlouhé. Dospělé jehlice jsou šupinovité, kosočtverečně vejčité, kýlnaté, 1 až 3 mm dlouhé, na vrcholu špičaté (var. virginiana) nebo tupé až špičaté (var. silicicola), na konci odstávající od větévek. Na hřbetě mají drobnou žlázku. Překrývají se více než čtvrtinou délky. Jalovčinky jsou kulovité až vejcovité, 3 až 6 mm dlouhé, za zralosti hnědavě modré až modročerné, na povrchu pokryté šedým povlakem. Obsahují 1 až 2, řidčeji 3 semena. Dozrávají 1. rokem. Semena jsou 1,5 až 4 mm dlouhá.
Rostliny začínají plodit ve stáří okolo 10 let. Bohatší násada plodů se objevuje periodicky po 3 až 4 letech, mezi tím je úroda slabá. Zralé plody zůstávají na stromech přes zimu a neotevírají se.

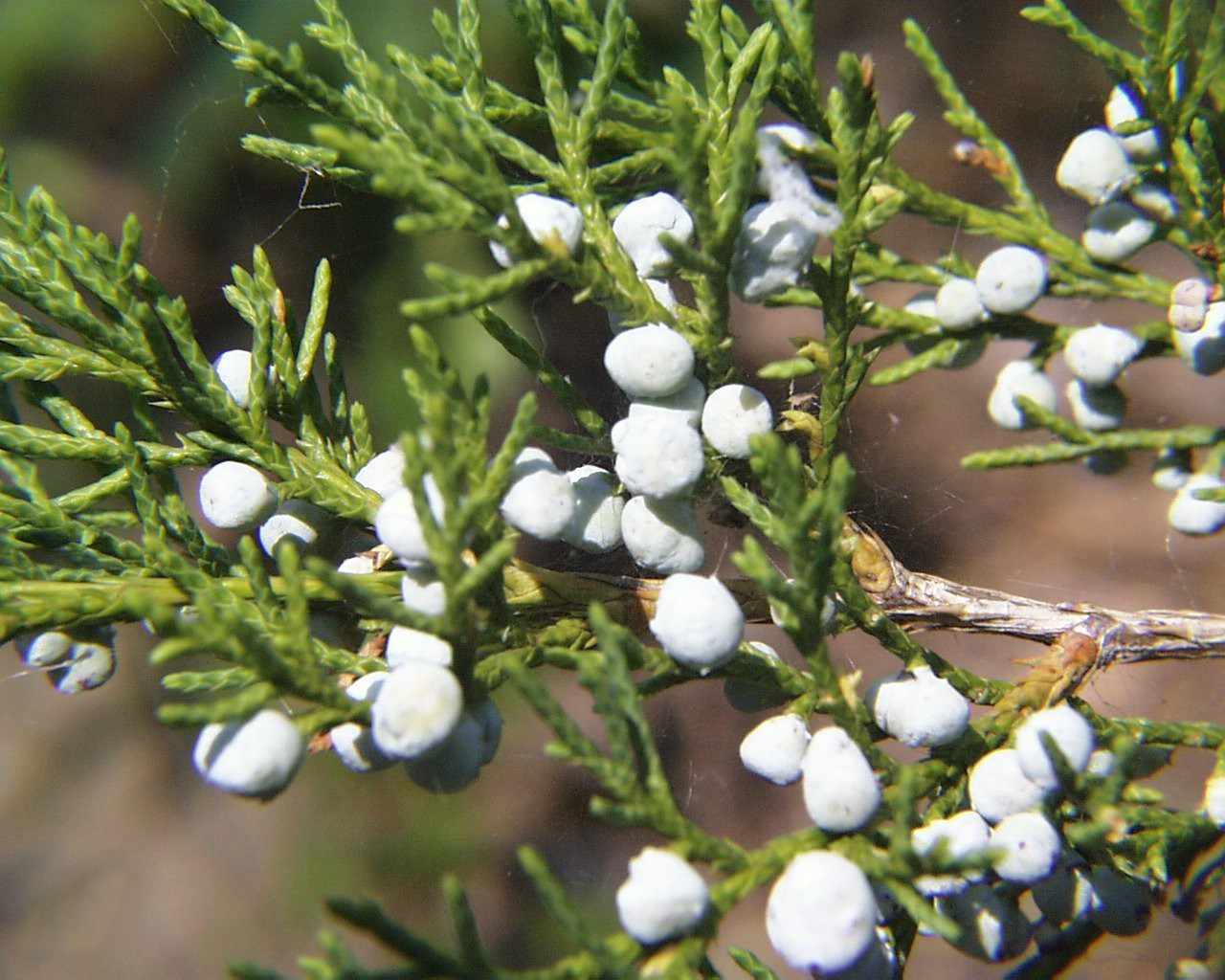
Jalovčinky
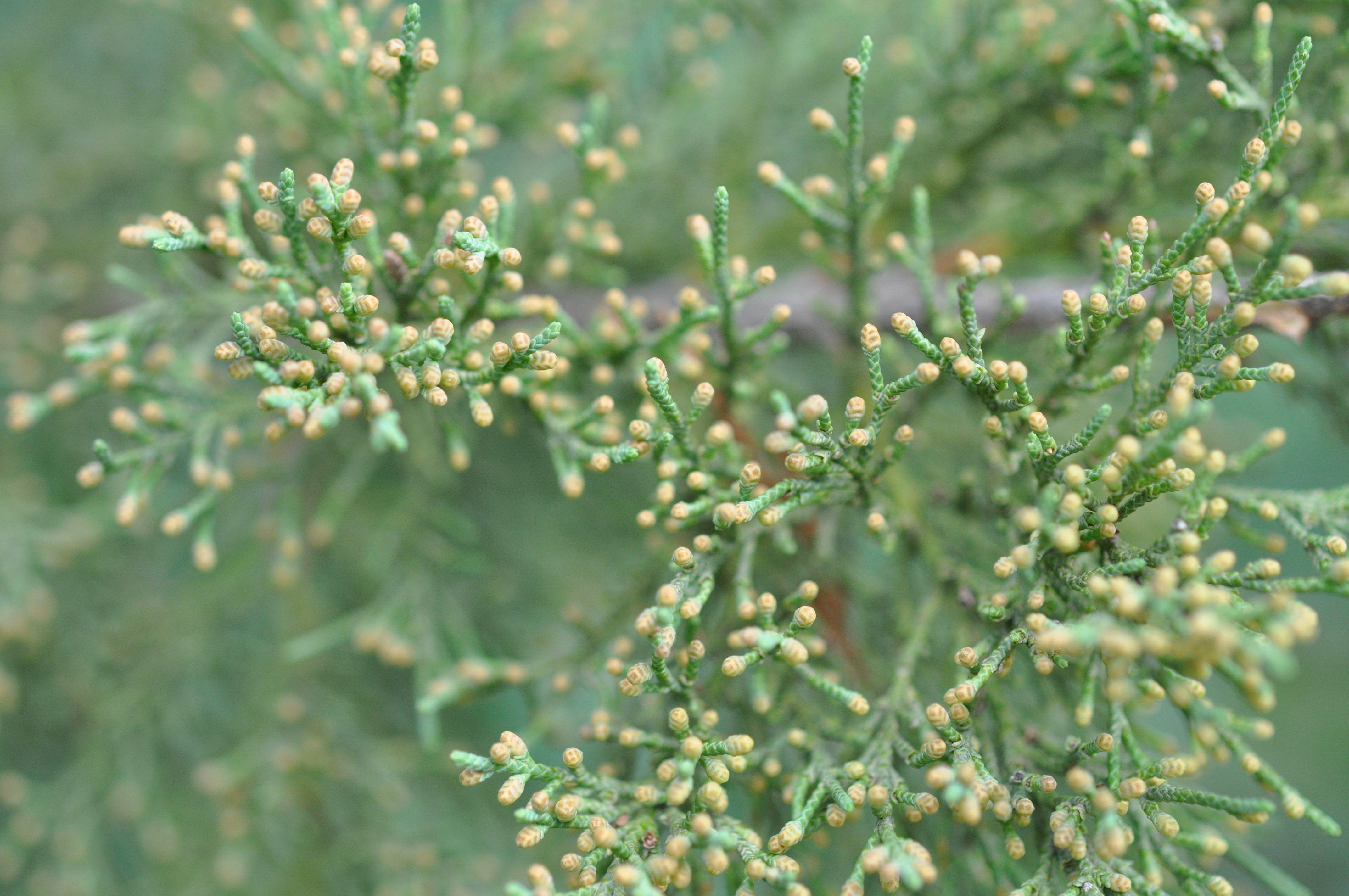
Samčí šištice

## Rozšíření
Jalovec viržinský je rozšířen ve středních a východních oblastech USA a jihovýchodní Kanadě. Má rozsáhlý areál rozšíření, největší mezi všemi východoamerickými jehličnatými stromy. Tento druh jalovce je velmi variabilní a roste na celé škále stanovišť od suchých skalních výchozů až po bažinaté půdy. Nejčastěji roste ve společnosti borovice ježaté (Pinus echinata), borovice viržinské (P. virginiana), dubu červeného (Quercus rubra), dubu bílého (Q. alba), ořešáku černého (Juglans nigra), ořechovců (Carya) a dalších dřevin.

## Ekologické interakce
Plody vyhledávají ptáci a zvířata jako potravu a rozšiřují semena. V oblasti výskytu náleží jalovec viržinský mezi pionýrské druhy a osidluje volné plochy (např. staré pastviny) jako jedna z prvních dřevin.

## Rekordy
Největší exempláře tohoto jalovce dosahují výšky 22 metrů a výčetní tloušťky kmene 160 cm. Nejstarší exemplář byl nalezen v západní Virginii a jeho stáří bylo stanoveno na 940 let.

## Taxonomie
Juniperus virginiana je v rámci rodu Juniperus řazen do sekce Sabina.
Jsou rozlišovány 2 variety. Varieta virginiana je vysoký strom, rostoucí zejména v horách. Varieta silicicola je nižšího vzrůstu (do 10 metrů), má zploštělou korunu a je rozšířen pouze podél pobřeží jv. USA a na Floridě.

## Kultivary
Do Evropy byl jalovec viržinský přivezen již před rokem 1664. Bylo vyšlechtěno množství kultivarů (v Lexikonu okrasných dřevin jich je uvedeno 34), nejstarší pocházejí již z poloviny 19. století. Z pěstitelského hlediska patří mezi významnější kultivary zejména 'Burkii', 'Canaertii', Elegantissima', 'Glauca', 'Globosa', 'Grey Owl', 'Hillii', 'Nana Compacta', 'Pendula', 'Pendula Viridis', 'Pseudocupressus', 'Pyramidiformis', 'Schottii', 'Skyrocket' a 'Tripartita'.
Někdy jsou kultivary jalovce viržinského nesprávně uváděny jako kultivary jalovce skalního (J. scopulorum) nebo naopak.

## Význam
Dřevo jalovce viržinského je lososově červené, vonné a vysoce ceněné. Používalo se zejména k výrobě nábytku, obkladů a tužek. Silice odpuzuje moly a dřevo sloužilo též k výrobě beden. Ze dřeva se v minulosti destiloval tzv. cedrový olej, používaný např. v kosmetice.
Jalovec viržinský je v České republice hojně pěstován jako okrasná dřevina.
Z českých botanických zahrad jsou uváděny kultivary 'Blue Arrow', 'Burkii', 'Canaertii', 'Glauca', 'Grey Owl', 'Hillii', 'Hillspire', 'Kosteri', 'Nana Compacta', 'Pendula', 'Pyramidalis', 'Schottii', 'Skyrocket' a 'Tripartita'.

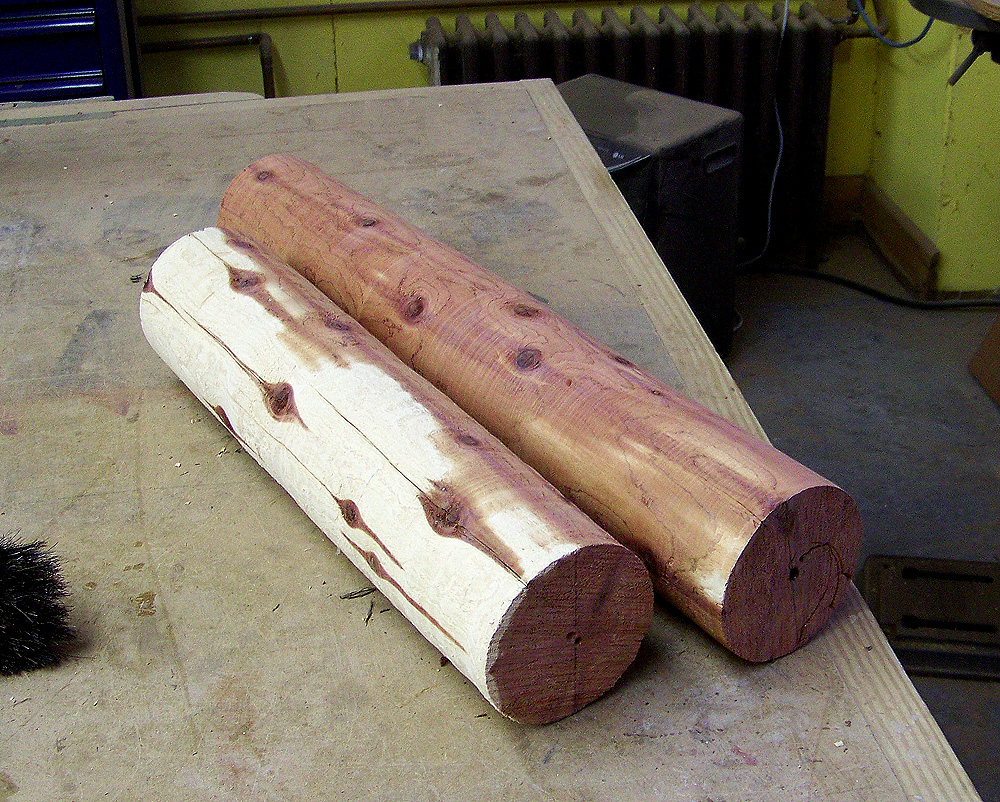
Dřevo jalovce viržinského